# Sophie von Merenberg
Sophie von Merenberg, Contessa de Torby (Ginevra, 1º giugno 1868 – Londra, 14 settembre 1927), era la figlia maggiore del Principe Nicola Guglielmo di Nassau e di Natal'ja Aleksandrovna Puškina.

## Infanzia
Sophie era la primogenita del principe Nicola Guglielmo di Nassau, e di sua moglie, Natal'ja Aleksandrovna Puškina. Poiché il matrimonio dei genitori fu considerato morganatico era ritenuta inadatta al titolo e rango di suo padre. I suoi nonni paterni furono Guglielmo, Duca di Nassau e la principessa Paolina di Württemberg mentre quelli materni furono il famoso poeta russo Aleksandr Sergeevič Puškin e Natal'ja Nikolaevna Gončarova.

## Matrimonio
Ereditando la bellezza della madre, Sophie catturò l'attenzione del granduca granduca Michail Michajlovič di Russia, nipote di Nicola I di Russia. La coppia si era conosciuta a Nizza e si innamorarono a prima vista. La coppia si sposò morganaticamente il 10 marzo 1891 a Sanremo in Italia. Quando sua madre venne a sapere del matrimonio segreto con una sposa di condizione diseguale, collassò e si ammalò, poi morì di infarto a Charkiv. Fu accusato della sua morte e gli fu proibito di partecipare al funerale. Lo zar Alessandro III fu così indignato dalla caparbietà del cugino che lo mandò in esilio, lo privò del suo mantenimento e del suo grado militare.
Il mancato riconoscimento da parte dell'imperatore del loro matrimonio costrinse i coniugi a rimanere all'estero. La coppia si stabilì nel sud della Francia e per molti anni vissero a Cannes in una villa dal nome caucasico "Kazbek".
Nel 1901, il matrimonio fu riconosciuto da Nicola II.
In seguito Sophie venne creata contessa de Torby da suo zio Adolfo, Granduca di Lussemburgo, titolo esteso a tutti e tre i suoi figli.
La coppia ebbe tre figli:
- Contessa Anastasija Michajlovna de Torby (9 settembre 1892–7 dicembre 1977) sposò nel 1917 Sir Harold Wernher, III Baronetto
- Contessa Nadejda Michajlovna de Torby (28 marzo 1896–22 gennaio 1963) sposò nel 1916 il Principe Giorgio di Battenberg
- Conte Michail Michajlovich de Torby (8 ottobre 1898– 8 maggio 1959)

Nel 1908, Michail Michajlovič pubblicò a Londra un romanzo autobiografico dedicato a sua moglie - "Never say Die" (proverbio inglese "Cheer up"). In esso, condannò severamente le regole legalizzate per il matrimonio di funzionari di alto rango, che in realtà escludono il matrimonio per amore. Il romanzo fu bandito in Russia.
Nel 1910, la coppia si trasferì in Inghilterra e si stabilì a Kenwood, una casa padronale circondata da un magnifico parco. I rappresentanti dell'aristocrazia inglese iniziarono a frequentare la loro casa, dove hanno vissuto al 1917.

## Morte
La contessa de Torby e i suoi figli non hanno mai visitato la Russia. Sophie morì il 14 settembre 1927 e fu sepolta a Londra presso il cimitero di Hamstead (insieme al marito). Il 17 settembre 1927, sulla Berliner Zeitung am Mittag, fu pubblicato il necrologio "Morte della contessa Torby" (n. 244). Il suo autore, il dottor A. von Wilke, l'ha definita "una delle donne più belle del suo tempo".

## Ascendenza
|                                   |                           |                                         | Genitori                                           |  |  | Nonni |  |  | Bisnonni                                 |  |  | Trisnonni                              |  |
|                                   |                           |                                         |                                                    |  |  |       |  |  | 8. Federico Guglielmo di Nassau-Weilburg |  |  | 16. Carlo Cristiano di Nassau-Weilburg |  |
|                                   |                           |                                         |                                                    |  |  |       |  |  | 8. Federico Guglielmo di Nassau-Weilburg |  |  | 16. Carlo Cristiano di Nassau-Weilburg |  |
|                                   |                           | 17. Carolina d'Orange-Nassau            |                                                    |  |  |       |  |  | 8. Federico Guglielmo di Nassau-Weilburg |  |  |                                        |  |
| 4. Guglielmo di Nassau            |                           |                                         |                                                    |  |  |       |  |  | 8. Federico Guglielmo di Nassau-Weilburg |  |  |                                        |  |
|                                   |                           | 9. Luisa Isabella di Kirchberg          | 18. Guglielmo Giorgio di Sayn-Hachenburg-Kirchberg |  |  |       |  |  |                                          |  |  |                                        |  |
|                                   |                           | 9. Luisa Isabella di Kirchberg          | 18. Guglielmo Giorgio di Sayn-Hachenburg-Kirchberg |  |  |       |  |  |                                          |  |  |                                        |  |
|                                   |                           | 9. Luisa Isabella di Kirchberg          | 19. Isabella Augusta di Reuss-Greiz                |  |  |       |  |  |                                          |  |  |                                        |  |
| 2. Nicola Guglielmo di Nassau     |                           | 9. Luisa Isabella di Kirchberg          |                                                    |  |  |       |  |  |                                          |  |  |                                        |  |
|                                   |                           | 10. Paolo Federico di Württemberg       | 20. Federico I di Württemberg                      |  |  |       |  |  |                                          |  |  |                                        |  |
|                                   |                           | 10. Paolo Federico di Württemberg       | 20. Federico I di Württemberg                      |  |  |       |  |  |                                          |  |  |                                        |  |
|                                   |                           | 10. Paolo Federico di Württemberg       | 21. Augusta di Brunswick-Wolfenbüttel              |  |  |       |  |  |                                          |  |  |                                        |  |
| 5. Paolina di Württemberg         |                           | 10. Paolo Federico di Württemberg       |                                                    |  |  |       |  |  |                                          |  |  |                                        |  |
|                                   |                           | 11. Carlotta di Sassonia-Hildburghausen | 22. Federico di Sassonia-Altenburg                 |  |  |       |  |  |                                          |  |  |                                        |  |
|                                   |                           | 11. Carlotta di Sassonia-Hildburghausen | 22. Federico di Sassonia-Altenburg                 |  |  |       |  |  |                                          |  |  |                                        |  |
|                                   |                           | 11. Carlotta di Sassonia-Hildburghausen | 23. Carlotta di Meclemburgo-Strelitz               |  |  |       |  |  |                                          |  |  |                                        |  |
| 1. Sophie von Merenberg           |                           | 11. Carlotta di Sassonia-Hildburghausen |                                                    |  |  |       |  |  |                                          |  |  |                                        |  |
|                                   | 12. Sergej L'vovič Puškin | 24. Lev Aleksandrovič Puškin            |                                                    |  |  |       |  |  |                                          |  |  |                                        |  |
|                                   | 12. Sergej L'vovič Puškin | 24. Lev Aleksandrovič Puškin            |                                                    |  |  |       |  |  |                                          |  |  |                                        |  |
|                                   | 12. Sergej L'vovič Puškin | 25. Ol'ga Ivanovna Čičerina             |                                                    |  |  |       |  |  |                                          |  |  |                                        |  |
| 6. Aleksandr Sergeevič Puškin     | 12. Sergej L'vovič Puškin |                                         |                                                    |  |  |       |  |  |                                          |  |  |                                        |  |
|                                   |                           | 13. Nadežda Osipovna Gannibalova        | 26. Osip Abramovič Gannibal                        |  |  |       |  |  |                                          |  |  |                                        |  |
|                                   |                           | 13. Nadežda Osipovna Gannibalova        | 26. Osip Abramovič Gannibal                        |  |  |       |  |  |                                          |  |  |                                        |  |
|                                   |                           | 13. Nadežda Osipovna Gannibalova        | 27. Marija Alekseevna Puškina                      |  |  |       |  |  |                                          |  |  |                                        |  |
| 3. Natal'ja Aleksandrovna Puškina |                           | 13. Nadežda Osipovna Gannibalova        |                                                    |  |  |       |  |  |                                          |  |  |                                        |  |
|                                   |                           | 14. Nikolaj Afanasievič Gončarov        | 28. Afanasy Nikolaevič Gončarov                    |  |  |       |  |  |                                          |  |  |                                        |  |
|                                   |                           | 14. Nikolaj Afanasievič Gončarov        | 28. Afanasy Nikolaevič Gončarov                    |  |  |       |  |  |                                          |  |  |                                        |  |
|                                   |                           | 14. Nikolaj Afanasievič Gončarov        | 29. Nadežda Platonovna Musina-Pushkina             |  |  |       |  |  |                                          |  |  |                                        |  |
| 7. Natal'ja Nikolaevna Gončarova  |                           | 14. Nikolaj Afanasievič Gončarov        |                                                    |  |  |       |  |  |                                          |  |  |                                        |  |
|                                   |                           | 15. Natal'ja Ivanovna Zagrjažskaja      | 30. Ivan Aleksandrovič Zagriazhsk                  |  |  |       |  |  |                                          |  |  |                                        |  |
|                                   |                           | 15. Natal'ja Ivanovna Zagrjažskaja      | 30. Ivan Aleksandrovič Zagriazhsk                  |  |  |       |  |  |                                          |  |  |                                        |  |
|                                   |                           | 15. Natal'ja Ivanovna Zagrjažskaja      | 31. Euphrosinia Ulrika von Liphart                 |  |  |       |  |  |                                          |  |  |                                        |  |
|                                   |                           | 15. Natal'ja Ivanovna Zagrjažskaja      |                                                    |  |  |       |  |  |                                          |  |  |                                        |  |